# 求生男孩
《求生男孩》(Ragazzi di vita)是由意大利作家、诗人和知识分子帕索里尼创作的一部小说，发表于1955年。

## 情节
这部小说讲述了Riccetto的故事，他是一个街头顽童，登场时他进行了坚振圣事和第一次圣餐。不久之后，Riccetto便偷窃了一位盲乞丐和一位修女。在接下来的几年中，他犯下了抢劫、诈骗和卖淫等行为，然后再复归为一个流窜者。在此期间，他的许多同伴穷死或被杀，期间不道德的行径一直不能停止。他最后因为试图偷窃一些铁来为自己的未婚妻买订婚戒指而被捕并投入监狱。之后他被释放，回到了他一成不变的街头生活。帕索里尼认识到，这样一群下层阶级是与现代性相隔离的，他们根植于一种已经逝去的生活方式。他十分敬仰这种“先于政治的反叛性”。

## 结构
帕索里尼想要把这类公众认为已经绝迹的地下阶层放到聚光灯下。 他认为，"人们认为他们已经是过去的书页了。然而，穷鬼们却真实的存在着"。他使用了粗话和贬损的俚语，真正"流氓无产阶级"所使用的语言。这使得该书很为主流读者阅读，帕索里尼反对他们。他后来写了异端的经验主义认为作家们应该使用自然的语言，而不是创作的语言。该书另一个疏离的特性是叙事者不提供任何背景信息，以满足那些不熟悉他故事社会设定的读者的需求。他的叙事使自己置身于他的角色之中，而不是以上帝视角来叙事。

## 反响
该书收到一般公众的批评，并且被严厉的审查。天主教民主党领导的政府谴责其为淫书。共产党人也不欣赏该书，指责它"不自然、没有积极的英雄，并且，尤其缺乏‘视角’"。